# بهندان کوزک
بهندان کوزک (اوکراینی: Богдан Романович Козак؛ زادهٔ ۲۹ مهٔ ۲۰۰۱) بازیکن فوتبال اهل اوکراین است.